# Svartsån
Svartsån fi.: Mustijoki är en å i Borgå stad i Nyland. Den utgör nummer 19 av Finlands huvudavrinningsområden, och består av 9 delavrinningsområden. 